# Fredegond Shove
Fredegond Shove  (geborene Maitland; * 1889 in Cambridge; † 1949 ebenda) war eine englische Dichterin, die sowohl zur Bloomsbury Group als auch zu den Georgian Poets gezählt wird. Bereits dem breiten zeitgenössischen Publikum war sie weniger durch ihre komplexen Gedichte ihres insgesamt eher schmalen Gesamtwerks als durch ihre kritische Studie zu Christina Rossetti bekannt, die verschiedene Neuauflagen erfuhr. Vier ihrer Gedichte haben sich durch die Vertonung Ralph Vaughan Williams bis heute einem breiteren Publikum in Erinnerung erhalten.

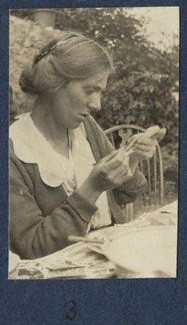
Fredegond Shove, fotografiert von Lady Ottoline Morrell, 1917

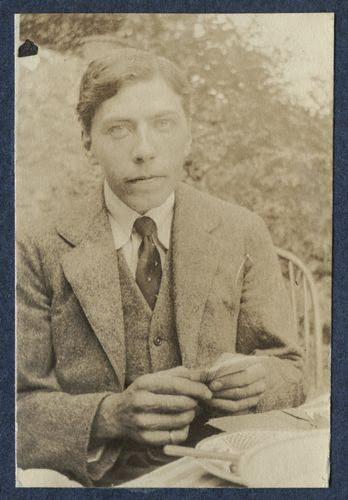
Gerald Frank Shove von Lady Ottoline Morrell, 1917

## Leben
Fredegond Shove war die Tochter des Historikers und Professor für Rechtsgeschichte an der University of Cambridge Frederic William Maitland und der Dramatikerin Florence Henrietta Fisher. Nach dem in der englischen Oberschicht jener Ära durchaus geläufigen Privatunterricht durch Hauslehrer und Tutoren besuchte sie ab 1910 das Newnham College, wo sie Englisch als Fach belegte, aber bis zu ihrem Verlassen des Colleges 1913 keine Bachelor-Abschlussprüfung ablegte.
Kurz nachdem sie ihre ersten Gedichte veröffentlichte, Dreams and Journeys, Oxford 1918, nahm Edward Marsh ihre Gedichte in die Sammlung Georgian Poetry 1918–19 (1919) auf. Ihre Gedichte Motion and Stillness, Four Nights, The New Ghost und The Water Mill wurden von Ralph Vaughan Williams als Vier Gedichte von Fredegond Shove für Bariton und Klavier 1922 vertont. Virginia Woolf, ohnehin Cousine ihres Vaters, fungierte gewissermaßen als Herausgeberin des wohl zu Unrecht in Vergessenheit geratenen Daybreak, Richmond Surrey 1922, über den nahestehenden Verlag der Hogarth Press. Shove zählte allerdings nur zum erweiterten Umfeld der Bloomsbury Group, da sie  weitgehend in Cambridge lebte. Darüber hinaus veröffentlichte Shove lediglich eine kritische Studie zu Christina Rossetti, Cambridge  1931, für die sie beim breiten Publikum bekannter war als für ihre Gedichte.
Fredegond Shove war mit dem Wirtschaftswissenschaftler und Juristen Gerald Shove verheiratet. Ihre Tante Adeline Fisher war die Gattin des Komponisten Ralph Vaughan Williams, der ein Cousin zweiten Grades Fredegonds späteren Stiefvaters, des Botanikers Francis Darwin, war. Somit war sie gleichermaßen zweimal mit den Darwins verwandtschaftlich verbunden, was dazu führte, dass man sie und auch die Bloomsbury Group  von den alten Eliten als Anhänger der Lehren Charles Darwins sahen, was insbesondere Virginia Woolf zu belustigen schien. Derartige verwandtschaftliche Querverpflechtungen waren im Übrigen ein besonderes Kennzeichen der englischen Oberschicht vor dem Ersten Weltkrieg.
Ihre Schwester Ermengard Maitland veröffentlichte 1956 postum Poems, eine Auswahl von Gedichten, die auch einige frühe, bis dato unveröffentlichte Werke beinhaltete, sowie einen kurzen Nachruf.
1949 starb Fredegond Shove im Alter von 60 Jahren in Cambridge.

## Rezeption und Kritik
Von ihren Schriftstellerkollegen wurde sie zum Teil recht ambivalent eingeordnet. Der spitzzüngige Edward Shanks, der als Herausgeber wie Dichter zwei Seelen in sich zu vereinen schien, lehnte als Herausgeber die Empfehlung Edith Sitwells ebenso ab, wie er als Dichter seine eigene Auswahl Fredegond Shoves im Nachhinein verurteilte. Marsh soll mit dem Ziel, unbedingt eine englische Dichterin in seine Sammlung aufzunehmen, Fredegond Shove gegen die Bedenken Harold Monros, Siegfried Sassoons und Shanks durchgesetzt haben.
René Wellek bemängelte in seiner kritischen Einordnung von Griersons Critical History of English Poetry, 1946, unter anderem auch die Aufnahme Fredegonds Shove in den Kanon der gelobten Autoren.
So wurde später bei der Behandlung der Vertonung durch Ralph Vaughan Williams beispielsweise Fredegond Shoves Gedicht The New Ghost als nicht gelungen bezeichnet. In diesem Gedicht beschrieb Shove das Verlassen des Geistes nach dem Tod aus dem menschlichen Körper hinüber in eine mystische, intime Beziehung zu Gott:

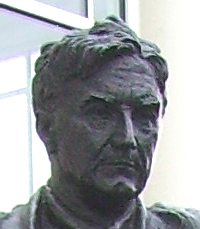
Ralph Vaughan Williams

„And he cast it down, down, on the green grass,

Over the young crocuses, where the dew was--

He cast the garment of his flesh that was full of death,

And like a sword his spirit showed out of the cold sheath.

He went a pace or two, he went to meet his Lord,

And, as I said, his spirit looked like a clean sword,

And seeing him the naked trees began shivering,

And all the birds cried out aloud as it were late spring.

And the Lord came on, He came down, and saw

That a soul was waiting there for Him, one without flaw,

And they embraced in the churchyard where the robins play,

And the daffodils hang down their heads, as they burn away.“

Vom Stil her empfand Banfield dies als eindeutig sowohl als Georgian Poetry, als auch in seiner losen Applikation frühlingshafter vegetabiler Metaphorik. Allerdings entspreche dies auch dem Stil Williams: „an impressionistic piano accompaniment full of melodic arabesques and median shifts of triadic harmony expresses the other-worldly ecstasy“.
Fredegond Shove galt als überaus sensibel, was die Beschreibung und Behandlung der natürlichen Umwelt anging. Ihre Technik hob sich von den meisten der Georgian Poetrists durch eine komplexe Art ab, indem sie zum Beispiel in kompletten Stanzen schrieb (Love As He Is In the World).  Ihre Ausdrucksweise suggeriert oft die persönliche Annahme schwerer Sünden (Liturgy begins, O deliver me, deliver me from myself, Mercy and Justice), die jedoch in ihrer persönlichen Biografie keinen Niederschlag fanden, obwohl vieler ihrer Leser und Kritiker dies versuchten.

## Werke
- Dreams and Journeys. Oxford 1918.[20]
- Daybreak. Richmond Surrey 1922.
- The Water Mill. Oxford University Press, London 1925.
- Christina Rossetti. University Press, Cambridge 1931 (Reprint, Folcroft Library Editions 1969 u. 1974).
- Poems. Cambridge 1956, Vorwort von E. Maitland.